# Skip
Pour les articles homonymes, voir Skip (homonymie).

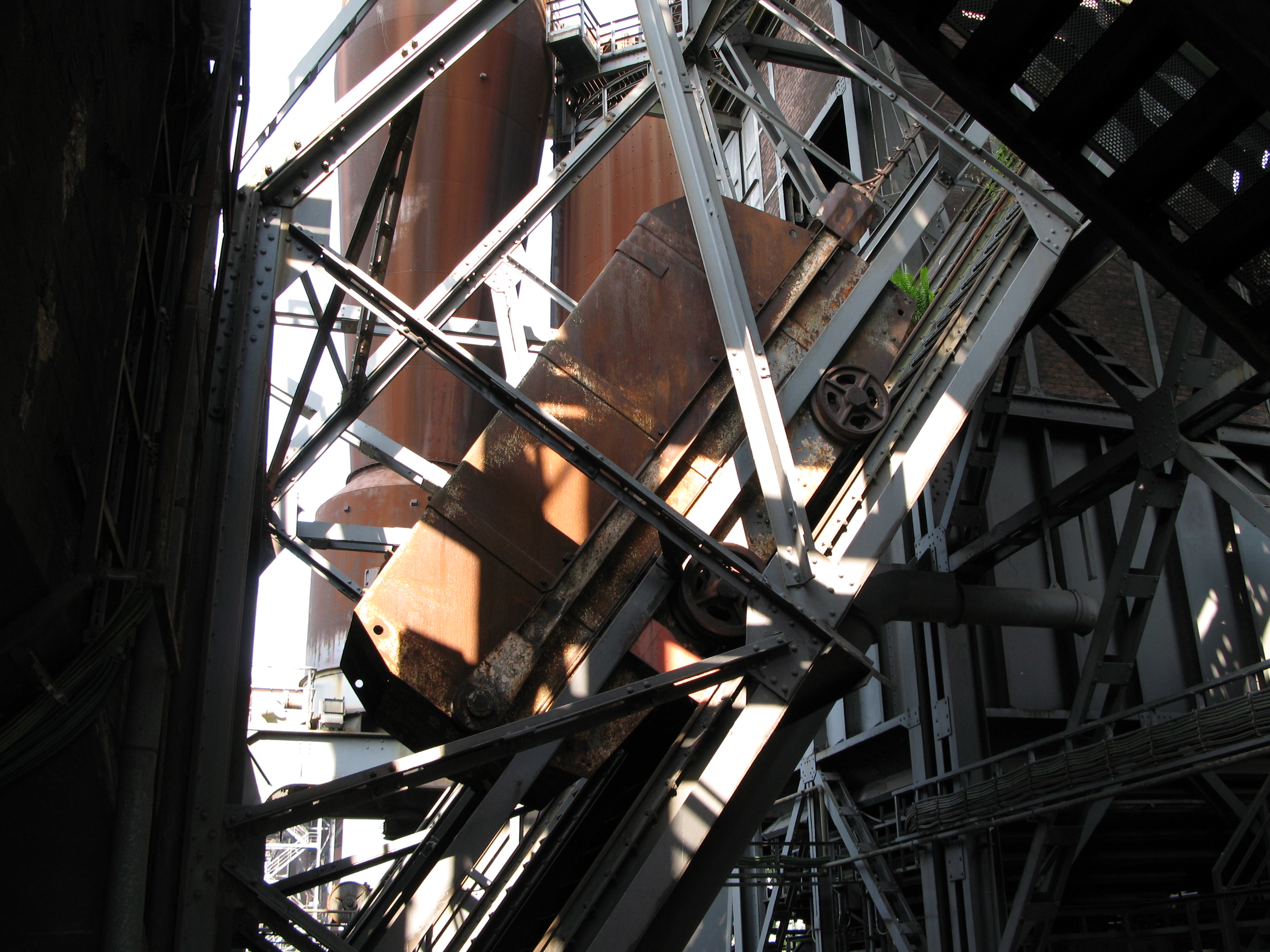
Benne de skip de haut fourneau sur sa rampe

Un skip est une installation servant à la montée de charges en vrac, généralement pondéreuses, à l'aide de bennes qui se vidangent par gravité. Cette installation est fréquente dans le transport de roches, dans l'extraction minière ou l'alimentation de hauts fourneaux.
Le terme est emprunté à l'anglais où il signifie « benne ». En français, il désigne l'ensemble de l'installation de manutention.

## Constitution
On distingue dans un skip 3 sous-ensembles :
- le puits (essentiellement dans les mines) ou le plan incliné (fréquent sur les hauts fourneaux où on l'appelle rampe à skips) où se déplace la benne. L'inclinaison d'un plan incliné se situe généralement entre 45 et 70°.
- les bennes, souvent associées par paire pour servir de contrepoids. Les bennes sont remplies par gravité à la base de la rampe, et se vidangent par basculement ou par ouverture une fois arrivées au sommet de celle-ci.
- le mécanisme de levage, composé d'un treuil et de poulies de renvoi (parfois appelées molettes) au sommet de la rampe.

Au pied de la rampe ou en fond de puits, on aménage généralement la fosse à skip, où les matières vont tomber en cas de dysfonctionnement (rupture d'un câble, débordement au remplissage de la benne,…).
Le skip, destiné à la montée de charges pondéreuses, diffère du funiculaire et du monte-charge par son remplissage et sa vidange par gravité.

## Utilisation

### Hauts fourneaux
Les skips sont fréquemment utilisés pour l'alimentation des hauts fourneaux, où leur faible emprise au sol, leur simplicité et leur débit sont appréciés. Pour les débits les plus importants, une bande transporteuse s'avère cependant préférable.
Au sommet de la rampe, la vidange des bennes se fait par basculement.

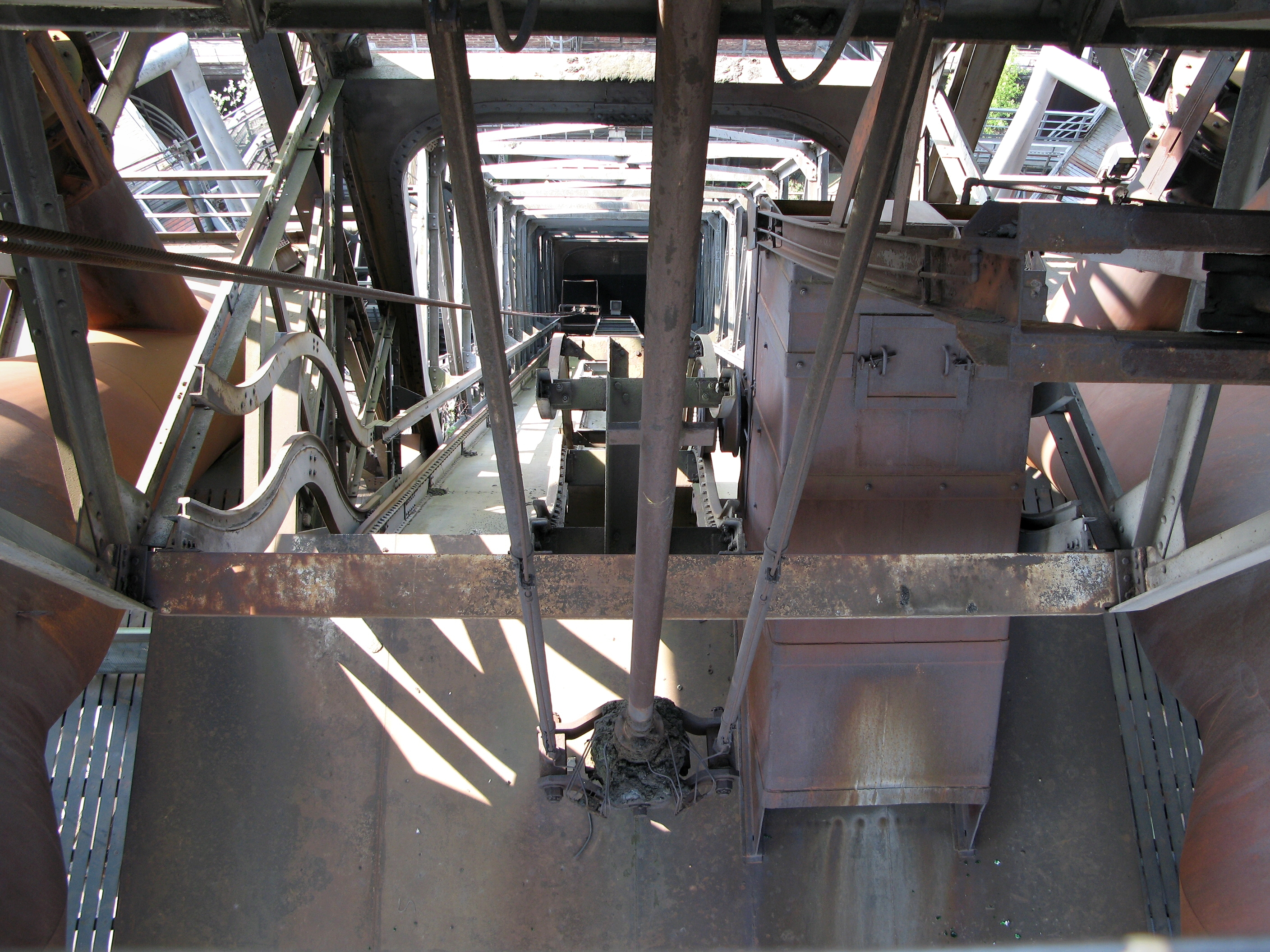
Vue du sommet de la rampe d'un skip à Duisbourg. La benne de droite est en position basculée.
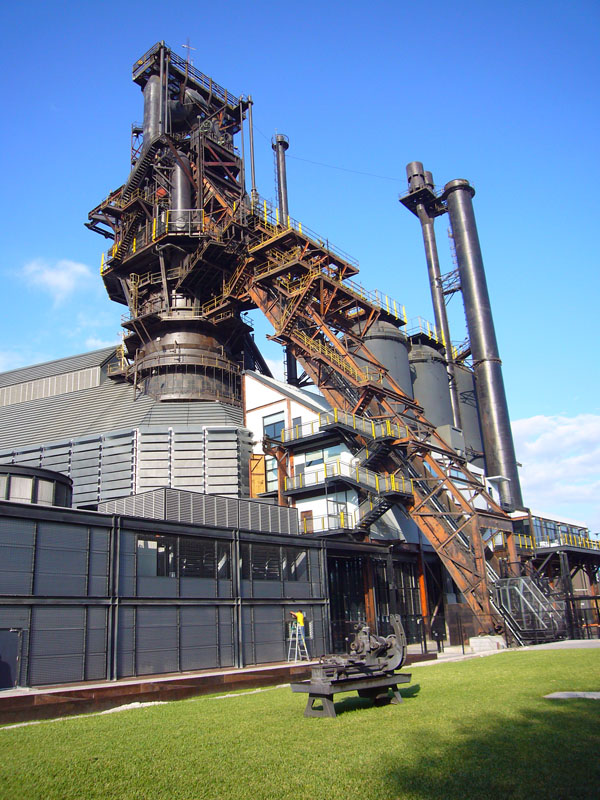
Plan incliné d'un haut fourneau alimenté par skips à Monterrey au Mexique
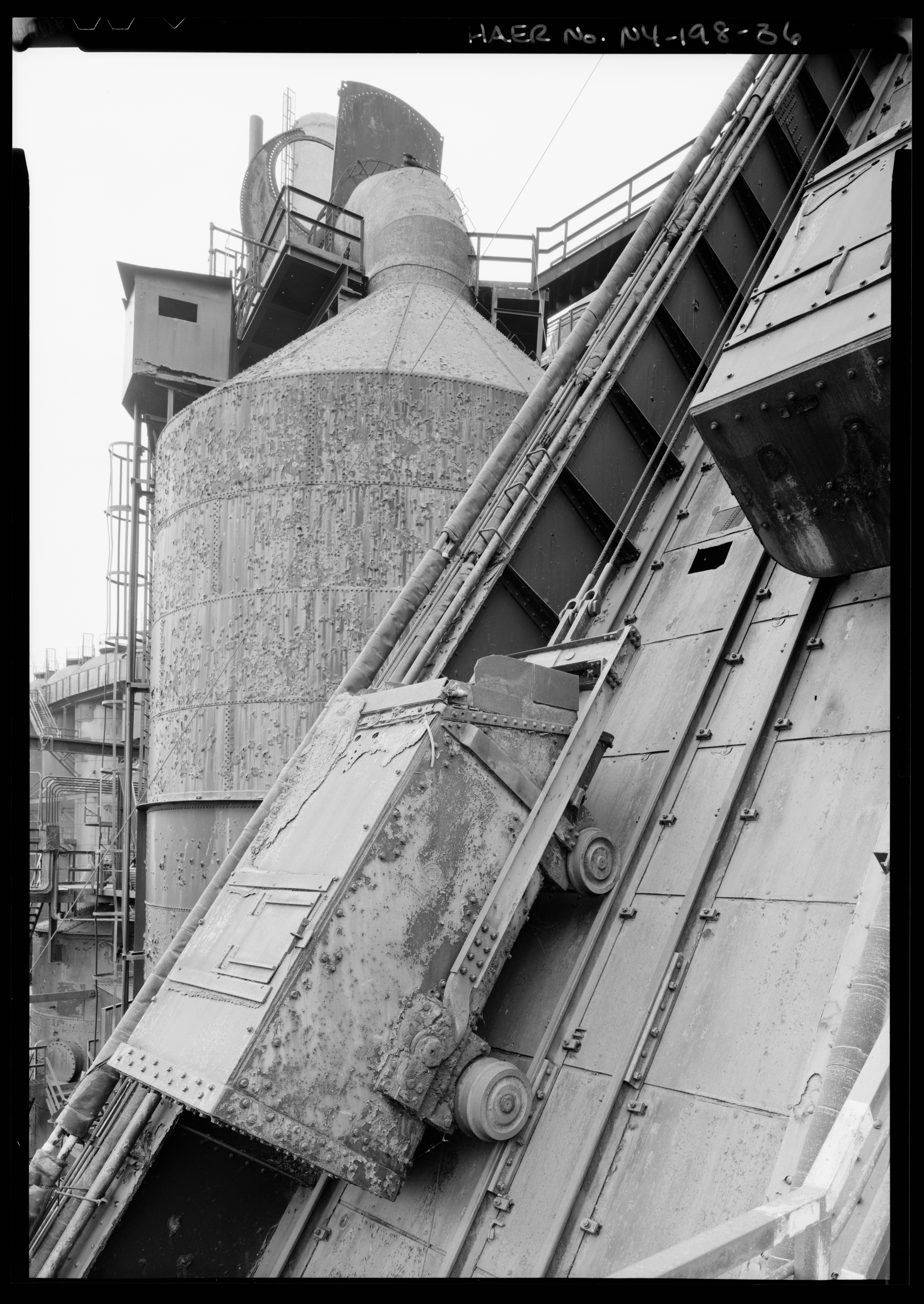
Bennes de skip d'un haut fourneau de Bethlehem Steel

### Exploitation minière
Dans les cas d'une exploitation en puits, les skips correspondent à l'installation d'extraction des roches. Le mécanisme de levage et de vidange correspond alors à un chevalement dépourvu d'installation de descente de personnel. Ce système, s'il impose des vidanges au fond et au jour, diminue le poids mort que constitue les bennes ou les wagonnets. La vidange, facile à automatiser, est aussi plus rapide que la sortie des bennes des cages du monte-charge (10 s. contre une cinquantaine pour les cages).
La vidange des skips s'est fait parfois par basculement de la benne. Actuellement, les skips de mine sont dotés d'un fond s'ouvrant automatiquement au jour. 

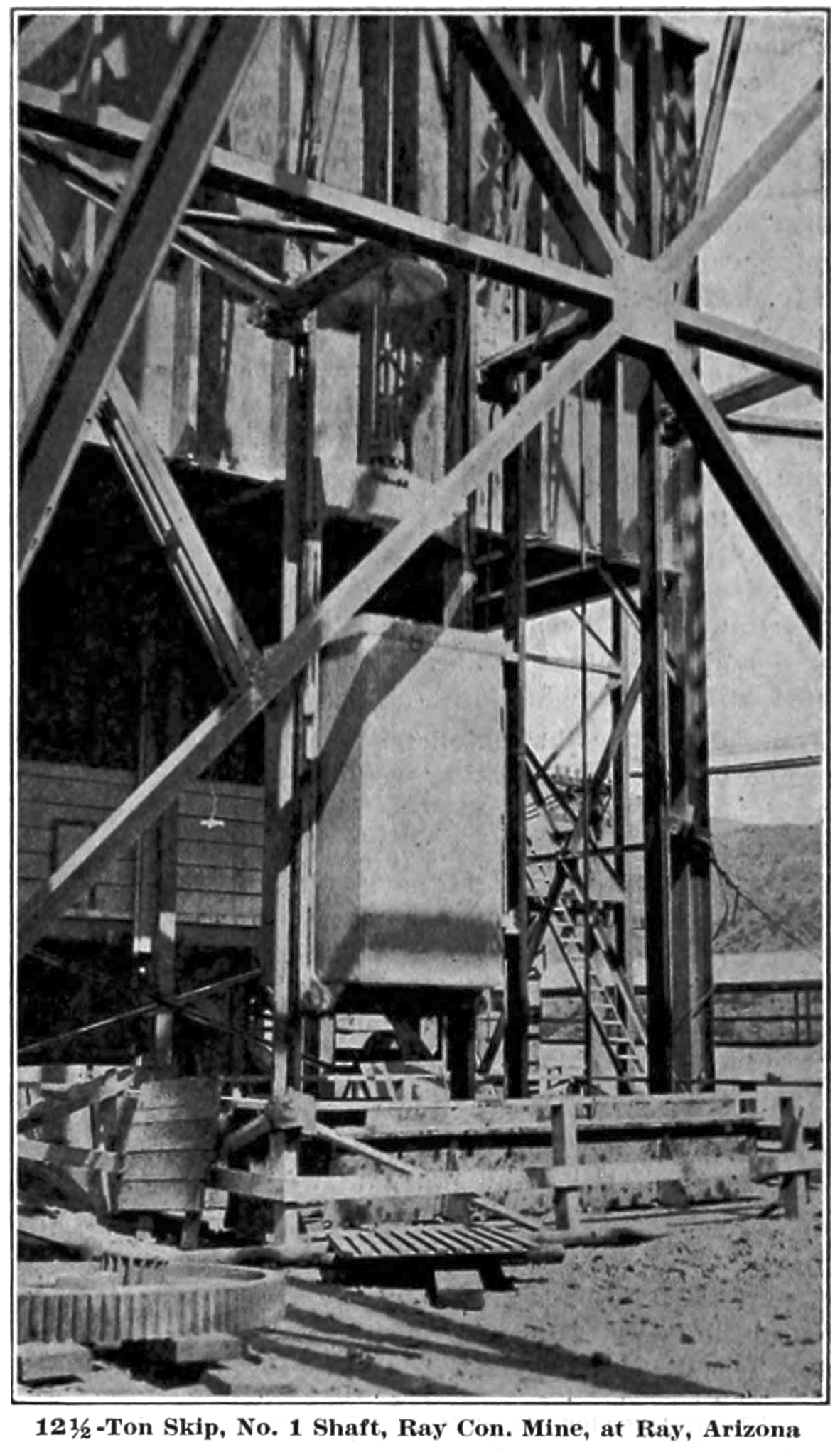
Benne de skip du puits n° 1, de capacité 12,5 tonnes, à la mine de cuivre de la Ray Consolidated à Ray (en), Arizona.
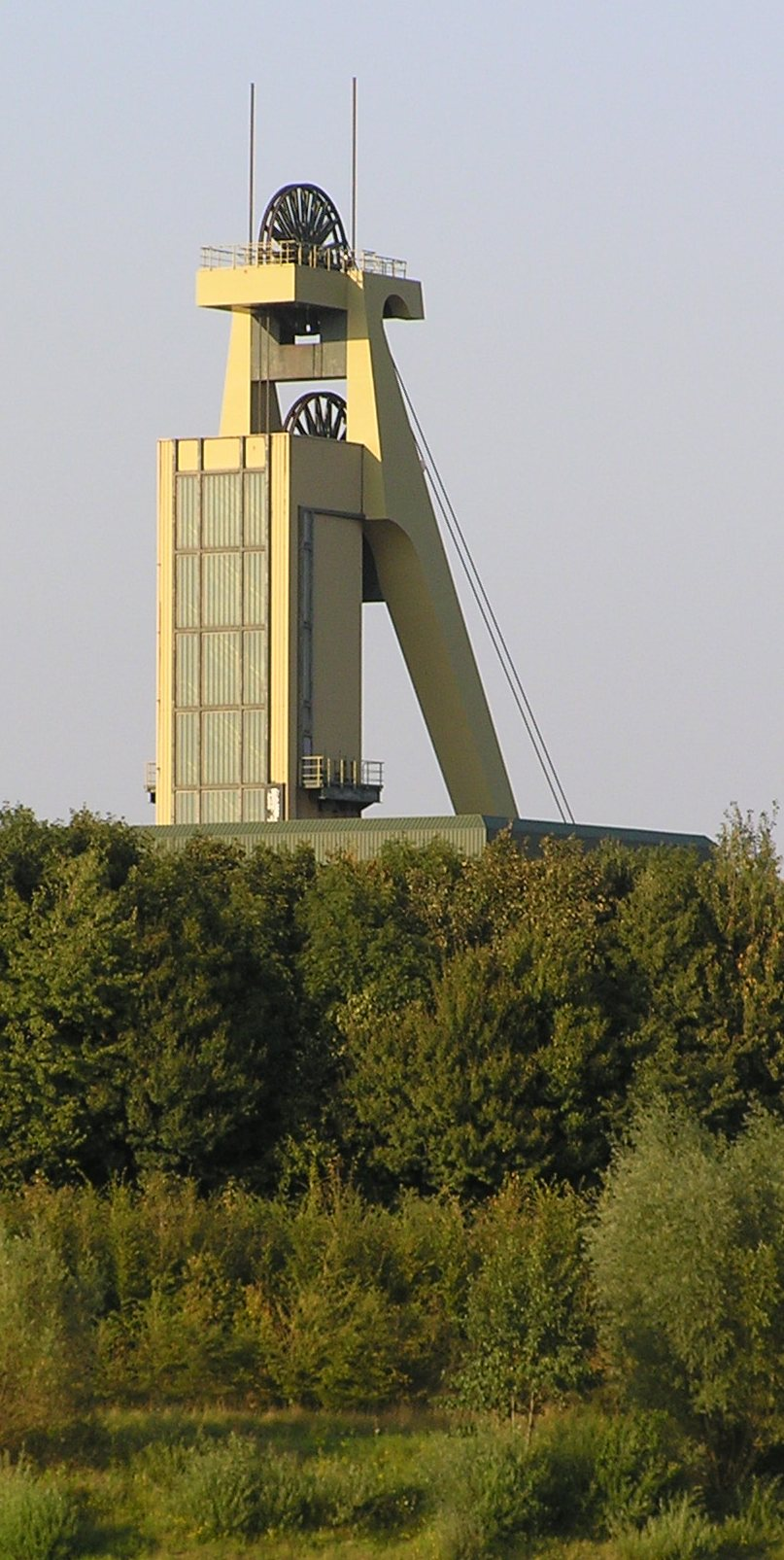
Chevalement du skip de Voerde de la mine de charbon Walsum, en Allemagne
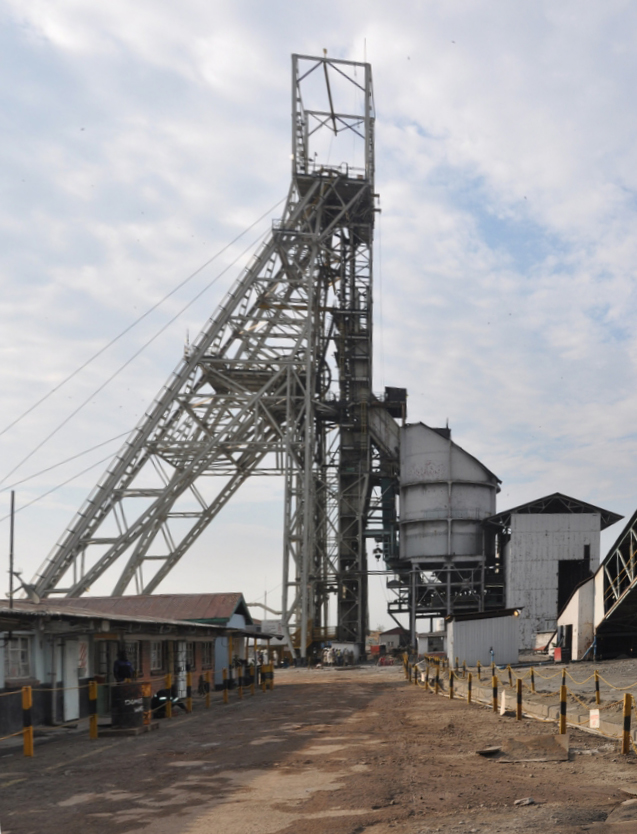
Chevalement et trémie d'un skip des mines de cuivre Mopani (en), en Zambie.
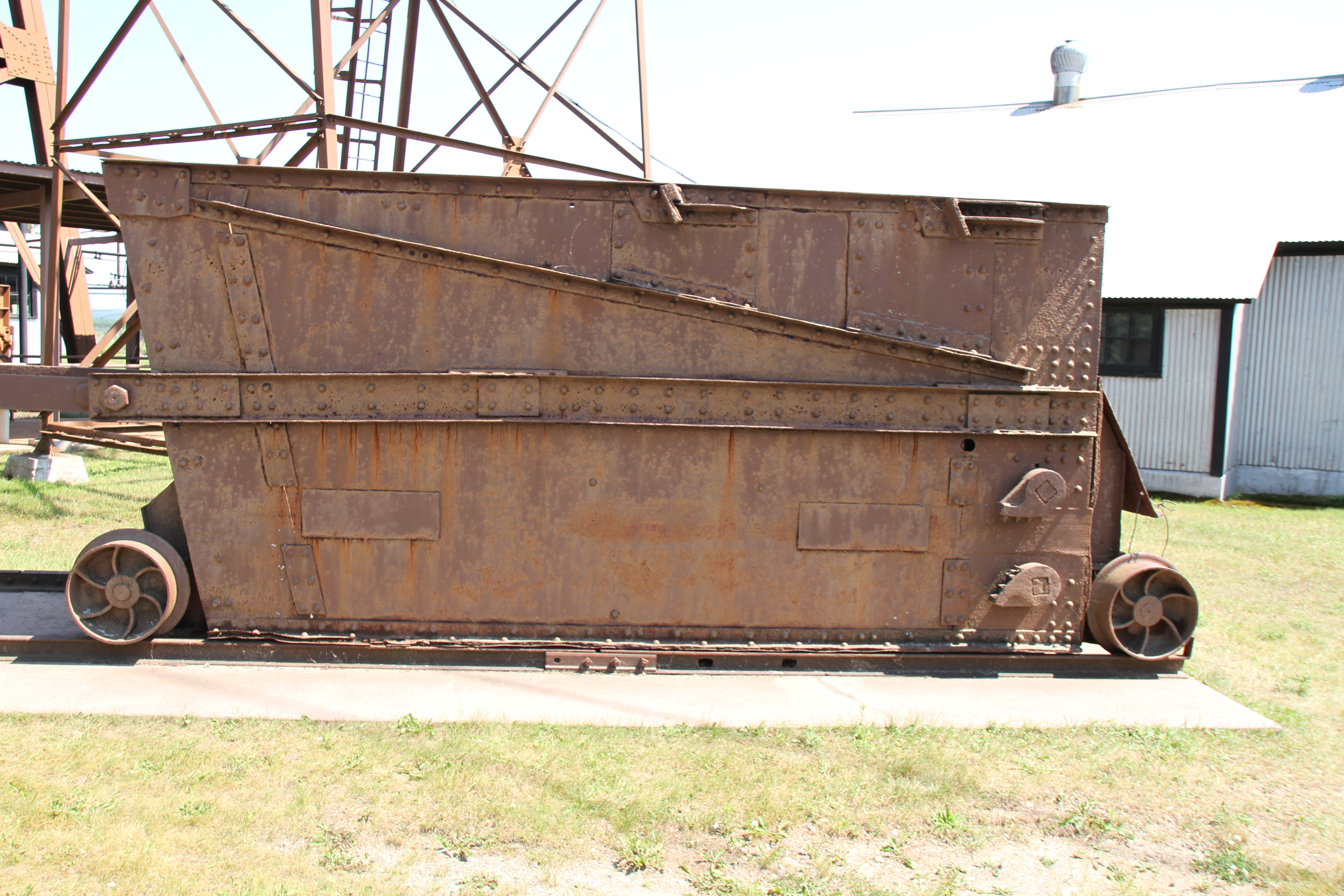
Benne de skip de la Soudan Underground Iron Mine, au Minnesota